# Greatest Hits (álbum de ZZ Top)
Greatest Hits es el tercer álbum recopilatorio de la banda estadounidense de blues rock y hard rock ZZ Top, publicado en 1992 por el sello Warner Bros. Contiene canciones tomadas desde el disco Degüello de 1979 hasta Recycler de 1990 y además, se incluyeron dos nuevas canciones «Gun Love» y el cover de «Viva Las Vegas», las que obtuvieron los puestos 8 y 16 en la lista Mainstream Rock Tracks respectivamente. De igual manera se incluyeron las versiones remasterizadas de los temas «Tush» y «La Grange», tomadas del recopilatorio Six Pack de 1987.
El disco alcanzó la novena posición en la lista Billboard 200 y recibió la certificación triple disco de platino por la Recording Industry Association of America de los Estados Unidos.

## Lista de canciones
Todas las canciones escritas por Billy Gibbons, Dusty Hill y Frank Beard, a menos que se indique lo contrario.

| N.º | Título                              | Escritor(es)           | Duración |  |
| 1.  | «Gimme All Your Lovin'»             |                        | 3:59     |  |
| 2.  | «Sharp Dressed Man»                 |                        | 4:14     |  |
| 3.  | «Rough Boy»                         |                        | 4:50     |  |
| 4.  | «Tush» (versión remasterizada)      |                        | 2:15     |  |
| 5.  | «My Head's in Mississippi»          |                        | 4:21     |  |
| 6.  | «Pearl Necklace»                    |                        | 4:01     |  |
| 7.  | «I'm Bad, I'm Nationwide»           |                        | 4:46     |  |
| 8.  | «Viva Las Vegas»                    | Doc Pomus, Mort Shuman | 4:47     |  |
| 9.  | «Doubleback»                        |                        | 3:53     |  |
| 10. | «Gun Love»                          |                        | 4:43     |  |
| 11. | «Got Me Under Pressure»             |                        | 4:00     |  |
| 12. | «Give It Up»                        |                        | 3:32     |  |
| 13. | «Cheap Sunglasses»                  |                        | 4:47     |  |
| 14. | «Sleeping Bag»                      |                        | 4:02     |  |
| 15. | «Planet of Women»                   |                        | 4:09     |  |
| 16. | «La Grange» (versión remasterizada) |                        | 3:52     |  |
| 17. | «Tube Snake Boogie»                 |                        | 3:02     |  |
| 18. | «Legs» (versión Dance Mix)          |                        | 4:31     |  |

## Músicos
- Billy Gibbons: voz y guitarra eléctrica
- Dusty Hill: bajo, teclados y coros
- Frank Beard: batería